# دنباله‌رو (فیلم)
دنباله‌رو (ایتالیایی: Il conformista) درامی سیاسی به کارگردانی برناردو برتولوچی است که در ۱۹۷۰ منتشر شده و اقتباسی از رمان آلبرتو موراویا به همین نام است. ساخت فیلم با کمک کمپانی‌های ایتالیایی، فرانسوی و آلمان غربی انجام شد.
برتولوچی از هنر و چیدمان دهه ۳۰ که مشخصه دوره فاشیسم بود استفاده کرد که ویژگی آن‌ها اتاق‌های نشیمن مخصوص قشر متوسط و پذیرایی‌های بزرگ برای قشر حاکم بوده‌است.

## داستان
فیلم در پاریس و جایی که مارچلو کلریچی عملیات ترور پروفسور سابق خود لوکا کوادری را به پایان می‌رساند، شروع می‌شود و مکرراً در فیلم بازگشت‌هایی به ماشینی که توسط مانجنیلو رانده می‌شود و هر دو به دنبال پروفسور و همسر او هستند بازمی‌گردد.
طی این فلاش‌بک‌ها مارچلو در حال بحث با یک دوست نابینا به نام ایتالو، نقشه‌اش برای ازدواج، کوشش عجیبش برای پیوستن به پلیس مخفی فاشیست و ملاقات با مادر معتادش، دیده می‌شود…

## سبک
فیلم به مانند یک مطالعه روانشناسانه دربارهٔ دنباله‌روی و فاشیسم است: مارچلو کلرچی یک فرد بوروکرات، تحصیل‌کرده و روشن‌فکر است اما به دلیل نیاز شدیدش به معمولی بودن و تعلق داشتن به هر گروه اجتماعی-سیاسی که حاکم است به شدت از انسانیت دور شده‌است. او جزئی از طبقه فرادست و احتمالاً خانواده‌ای پاشیده بوده و در کودکی نیز از تعرض جنسی رنج برده و از اسلحه به این دلیل که فکر می‌کرده راننده‌اش را کشته می‌ترسیده است. او مأموریتی را از پلیس مخفی موسولینی قبول می‌کند تا معلم سابق خود را که به فرانسه تبعید شده بکشد. در فلسفه کلرچی، قربانی کردن ارزش‌ها برای ساختن یک زندگی عادی کار درستی است.
براساس صحبت‌های تاکیس فوتوپولیس اندیشمند سیاسی، دنباله‌رو یکی از نمونه‌های فوق‌العاده از نیاز ذهنی برای دنباله‌روی و معمولی بودن بر اساس معیارهای اجتماعی است.
براساس مستند نماهایی از روشنایی، دنباله‌رو به عنوان یک شاهکار بصری بسیار تحسین شده‌است. فیلمبرداری توسط ویتوریو استورارو انجام شد که از رنگ‌های پررنگ، کمدهای بزرک خاص دهه ۳۰ و طیفی از زوایا و حرکات نامعمول دوربین استفاده کرده‌است. رابین باس، منتقد فیلم، معتقد است که نحوه فیلمبرداری در واقع نشانگر ناتوانی کلرچی در مواجهه با واقعیت معمول است: که واقعیت امروز نامعمول است. همچنین سبک سینمایی برتولوچی آمیزه‌ای از زیبایی‌شناسی اکسپرسیونیسم و فاشیسم بوده‌است. این سبک با سینمای کلاسیک آلمان در دهه‌های ۲۰ و ۳۰ مقایسه می‌شود.
در سال ۲۰۱۳ مجله اینتریور که موضوع رابطه میان سینما و معماری را پی می‌گیرد، شماره‌ای منتشر کرد که چگونه فضا در صحنه‌ای که در مجلس بوده‌استفاده شده‌است. مجله خصوصاً استفاده از معماری در فیلم را ستود و تأکید کرد که مخاطب برای فهمیدن کامل فیلم نیاز دارد که تاریخ ناحیه ای‌یوآر در رم و رابطه عمیق آن با فاشیسم را بداند.

## ساخت
دنباله‌رو بر روی دیگر فیلمسازان تأثیر عمیقی گذاشت: صحنه برگ‌های در باد در پدرخوانده قسمت دوم (۱۹۷۴) استفاده شد. صحنه فرار ساندا در انتهای فیلم نیز در سومین فصل سریال سوپرانوز استفاده شد.

## پخش
فیلم اولین بار در بیستمین دوره جشنواره فیلم برلین در اول ژوئیه ۱۹۷۰ به نمایش درآمد. فیلم همچنین در ایتالیا و آمریکا به صورت همزمان در ۲۲ اکتبر ۱۹۷۰ نیز به نمایش درآمد. نسخه آمریکایی فیلم ۵ دقیقه کمتر از نسخه اصلی بود که صحنه حذف شده، رقص نابینایان بوده‌است.